# フランチェスコ・デル・コッサ

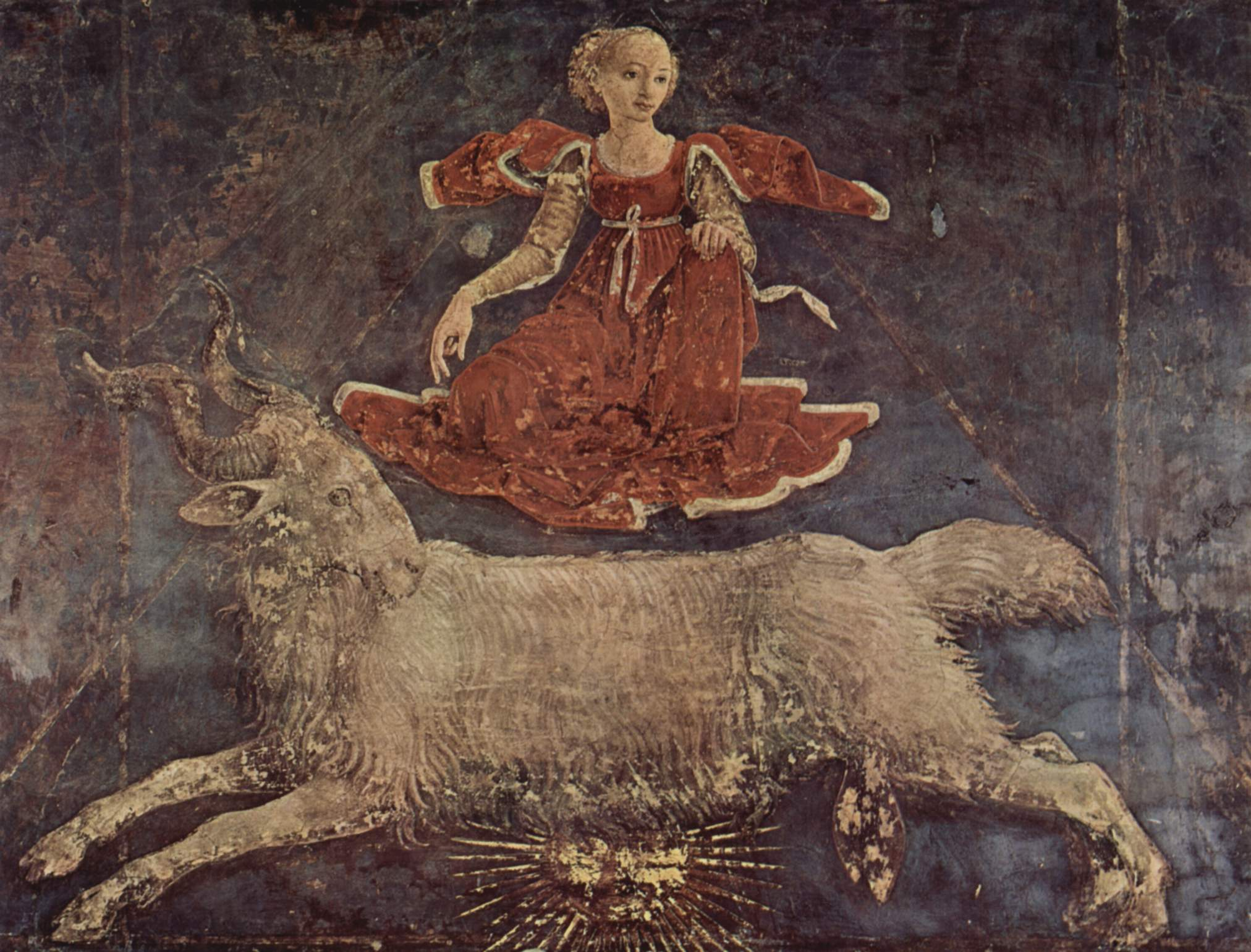
フランチェスコ・デル・コッサ作　スキファノイア宮殿の壁画から　3月/牡羊座の寓意『ミネルヴァの勝利』（1469年 - 1470年）

フランチェスコ・デル・コッサ（Francesco del Cossa, 1430年頃 - 1477年頃）は、イタリア初期ルネサンス（またはクアトロチェント）の画家。フェラーラ派に属し、フレスコ画で有名である。

## 前半生
フェラーラに生まれる。父親のクリストファーノ・デラ・コッサは石工だった。若い頃のことは謎だが、1456年には父親の助手として、フェラーラの司教邸付属の礼拝堂大祭壇にある彫刻・彫像に彩色したことが記録に残っている。また、20代後半か30代はじめにフェラーラの外に旅をしていたこともわかっている。

## スキファノイア宮殿の寓意的フレスコ画

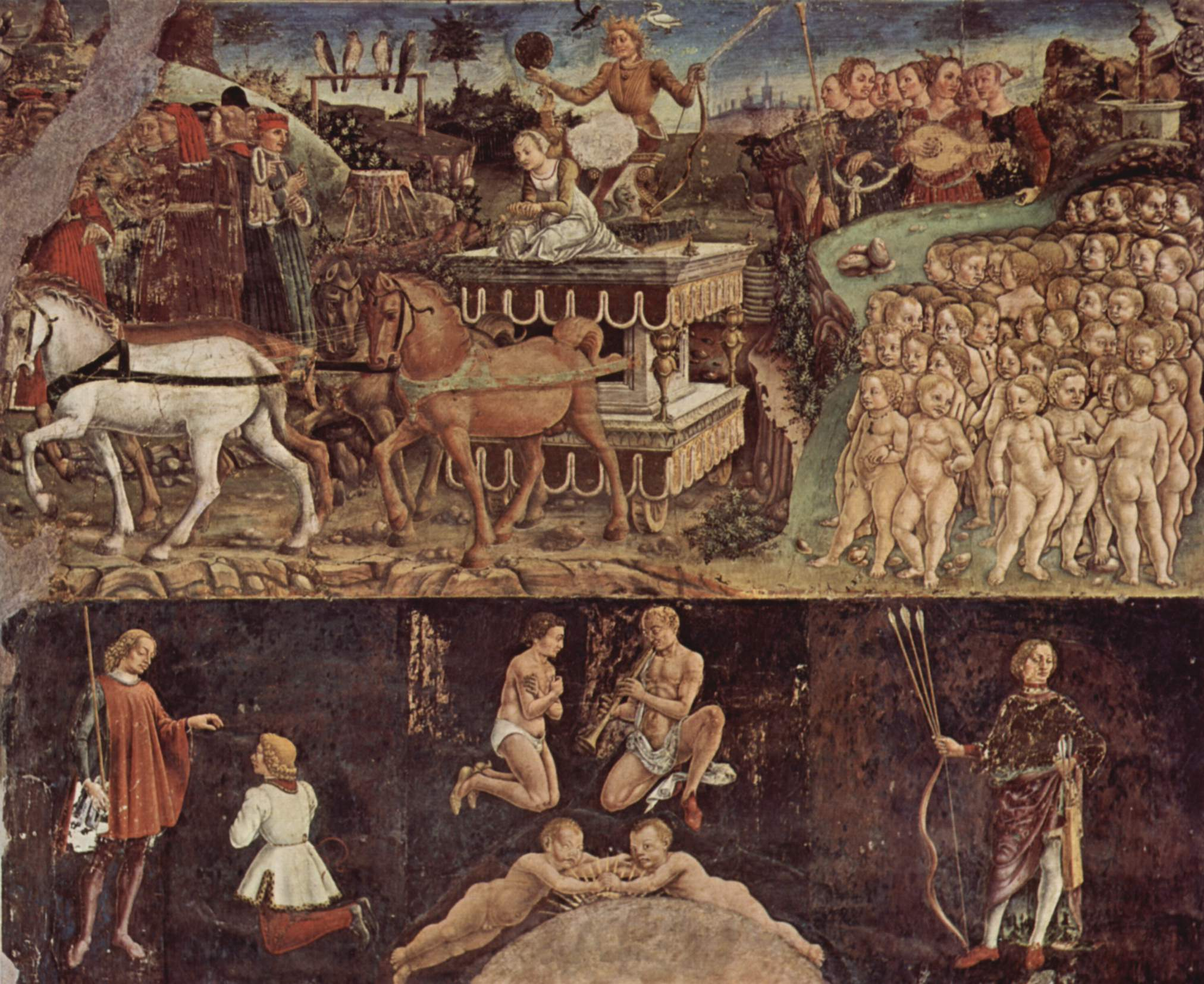
フランチェスコ・デル・コッサ作　スキファノイア宮殿の壁画から　5月の寓意（1469年 - 1470年）

コッサの作品で最も有名なのは、コズメ・トゥーラと共同で手がけたスキファノイア宮殿（エステ家の別荘で、フェラーラの町の城壁の外にあった）のフレスコ画の装飾（制作：1469年 - 1470年）であろう。この壁画は、占星術記号と12か月にまつわる寓意が複雑に入り組んだもので、20世紀に一部が復原されただけだが、そのうち3つがコッサの担当したものだった。その中で最も注目すべきは、『5月の寓意、アポロの勝利』に描かれた、裸の幼児たちの密集だろう。春の実り多い開花を意味しているのは明らかである。
『4月の寓意』には、3人の美の女神が描かれていて、女神たちが裸で寄り添って踊るその描写は、ポスト＝古典描写の最も初期のものの一つである。ちなみに、サンドロ・ボッティチェッリの『プリマヴェーラ』の日付は1482年から始まっているし、ラファエロ・サンティの『3人の美の女神』の制作も1501年からで、コッサの没年が正しければ、コッサが死んだ後のことになる。

## ボローニャのコッサ
コッサにとって不幸だったのは、ボルソ・デスト公が彼の仕事に対して面積あたりいくらという支払いをしたことだった。コッサも「フェラーラの最悪のへぼ絵描き」扱いされたと不満だった。コッサがフェラーラを去り、ボローニャに移ったのは1470年のことである。ボローニャではベンティヴォーリオ家が彼のパトロンになり、多くの絵の依頼があった。そこで彼は『2人の聖者を連れた聖母子とアルベルト・デ・カタネイの肖像』（1474年）、バラッカーノの聖母のフレスコ画、『ジョバンニ・イル・ベンティヴォーリオとマリア・ヴィンツィゲッラの肖像を伴う聖母子』（1472年）を描いている。
また、サン・ジョヴァンニ・イン・モンテ教会に、パトモスの聖ヨハネを描いたステンドグラスも作り、その中でも最も優れているものは円窓である。彼の署名もある。

## 作品
ロンドンのナショナル・ギャラリーには聖人ビセンテ・フェレールを描いた絵（1473年）が、アルテ・マイスター絵画館には、それまでピエロ・デル・ポッライオーロの絵とされていた『受胎告知』（1470年）が、ダービー近郊のロッコ公園には鮮明な横向きの肖像画があり、それはフェラーラのエルコレ1世・デステであろうと言われている。